# Edmund de la Pole, 3:e hertig av Suffolk
Edmund de la Pole, 3:e hertig och 6:e earl av Suffolk, född omkring 1472, död (avrättad) 1513, var en engelsk adelsman, nära besläktad med kungahuset. 
Suffolk återfick av Henrik VII faderns genom hans broder Johns förräderi förverkade titel, men nöjde sig med earlvärdighet mot rätt att återköpa en del av släktens konfiskerade egendomar.
Den snålhet konungen vid denna uppgörelse lade i dagen jämte hans stränghet mot andra innehavare av tronanspråk förmådde Suffolk att 1499 fly ur landet. Han förmåddes att återkomma, men flydde 1501 till kejsar Maximilian, som låtsade understödja hans tronanspråk för att därigenom åt sig utpressa ekonomiska fördelar av Henrik VII. 
Efter flera års kringirrande utomlands kom de la Pole i händerna på konung Filip av Kastilien, vilken vid ett besök i England 1506 av Henrik VII trugades att utlämna fången mot konungens skriftliga försäkran, att han skulle skonas till livet. Suffolk satt sedan fången i Towern, till dess Henrik VIII 1513, med anledning av hans broder Richards förbund med franske konungen, lät halshugga den olycklige pretendenten.